# Viktorija Roščina
Viktorija Volodimirivna Roščina (ukrajinsko Вікторія Володимирівна Рощина, latinizirano: Viktorija Volodymyrivna Roščyna), ukrajinska novinarka, * 6. oktober 1996, Zaporožje, Ukrajina, † 19. september 2024, Rusija.
Roščina je vzbudila pozornost s svojim poročanjem o ruski invaziji na Ukrajino in obleganju Mariupola. Leta 2022 je prejela nagrado Mednarodne fundacije za ženske za pogum v novinarstvu. Avgusta 2023 je izginila, oktobra 2024 pa je bilo potrjeno, da je umrla v ruskem priporu. Ukrajinska vlada je odprla preiskavo njene smrti kot umor in vojni zločin.

## Življenje
Roščina se je rodila 6. oktobra leta 1996 v Zaporožju. Imela je eno sestro.
Kot novinarka je začela delati že v najstniških letih, ko je poročala o različnih razsodbah in kriminalu. Po ruski invaziji na Ukrajino leta 2022 se je znašla pod rusko okupacijo. Začela je poročati o življenju na okupiranem jugovzhodu Ukrajine in obleganju Mariupola. Pisala je za Ukrajinsko pravdo, Radio Free Europe, in Gromadske. V svojih člankih je dokumentirala imena več ruskih uradnikov, vpletenih v ugrabitve več tisoč ukrajinskih otrok in vpletenost FSB v pripore in mučenje uslužbencev jedrske elektrarne Zaporožje. Zaradi svojega dela je bila tarča za Ruse.
Marca 2022 jo je v Vasilivki pridržala ruska vojska, vendar ji je uspelo pobegniti.
V začetku marca 2022 se je znašla pod ognjem ruskega tanka. Z voznikom ji je uspelo pobegniti, izgubila pa je računalnik in kamero. 11. marca jo je v Berdjansku za deset dni pridržala ruska varnostna služba FSB. Izpustili so jo šele potem, ko je posnela videoposnetek, v katerem je morala reči, da ji je ruska vojska rešila življenje. Svoj pripor je opisala v članku za Gromadske. Kasneje istega leta ji je Mednarodna fundacija za ženske medije (MFŽM) podelila nagrado za pogum v novinarstvu.

## Izginotje in smrt
Julija 2023 je Roščina ponovno odpotovala v okupiran vzhodni del Ukrajine, verjetno zato, da bi poročala o takratni krizi v jedrski elektrarni Zaporožje in uničenju jezu Kahovka. Pot je načrtovala prek Poljske v Latvijo, Rusijo in nato v Ukrajino. Ker je bila zaradi svojega preteklega dela privlačna tarča za Ruse, ji je bilo potovanje večkrat odsvetovano, vendar je vztrajla, ker po njenih besedah ni veliko novinarjev, ki bi si to upali storiti. Družini je 3. avgusta 2023 povedala, da je uspešno prestala mejne kontrole, vendar je bilo to zadnjič, ko so slišali od nje. 12. avgusta so jo prijavili kot pogrešano in uradno poročilo vložili 21. septembra. Njeno izginotje je njena družina razkrila javnosti 4. oktobra 2023 v časopisih The Daily Beast in Ukrajinska pravda. Po besedah Ane Nemcove, avtorice članka v The Daily Beast in Roščinine prijateljice, je članek objavila, da bi pritegnila pozornost in v upanju, da jo bodo njeni ugrabitelji, če bo Roščina še živa, »nehali mučiti«. Po besedah njenega prijatelja je bila prijeta v okupiranem Energodarju ter nato hitro premeščena v provizorični zapor v Melitopolu. Kasneje je bila premeščena v Taganrog, po poročanju nekega drugega zapornika, ki jo je takrat videl, je bila prekrita z modricami od pretepanja, na roki in nogi je imela ureznine. Ujetniki v Taganrogu so bili zaprti skupaj z vojnimi ujetniki in podvrženi sistematičnemu pretepanju in zasliševanju z mučenjem. Sojetnik je poročal, da je konec junija 2024 Roščina začela gladovno stavkati.
Okoli 22. aprila 2024 je njen oče Volodimir prejel pismo ruskih oblasti z dne 17. aprila 2024, ki je potrdilo, da je Roščina v zaporu v Taganrogu. Konec avgusta je imel 4-minutni telefonski klic, ki so ga ječarji dovolili, da bi prekinili njeno gladovno stavko.
MFŽM je njeno pridržanje označila za nepravično, Evropska unija pa ga je opisala kot "nezakonito" in "samovoljno". Aktivistka za človekove pravice Svetlana Ganuškina je sporočila, da je pisala Tatjani Moskalkovi, takratni komisarki za človekove pravice v Rusiji, in jo prosila za informacije o Roščini. Sevgil Musajeva, njena urednica pri Ukrajinski pravdi, in Nacionalna zveza novinarjev Ukrajine sta pozvala k njeni takojšnji izpustitvi.
Njeno smrt je 10. oktobra 2024 javnosti sporočil Petro Jacenko iz ukrajinskega Koordinacijskega štaba za ravnanje z vojnimi ujetniki. Ruske oblasti so njeni družini poslale pismo v katerem so navedle, da je umrla 19. septembra 2024. Vzrok njene smrti ni znan. Ruski protirežimski medij Mediazona je poročala, da so jo v času smrti premeščali v Moskvo. Po podatkih ukrajinskega Glavnega obveščevalskega direktorata je bila Roščina na seznamu za izmenjavo ujetnikov in je bila zaprta v ruskem mestu Taganrog. Ukrajinska nevladna organizacija Medijska iniciativa za človekove pravice je sporočila, da je bila pred premestitvijo v priporni center št. 2 v Taganrogu zaprta v kazenski koloniji številka 77 v Berdjansku. Oba centra sta bila že mnogokrat obtožena sistematičnega mučenja zapornikov.
Novinarji brez meja, MFŽM,  Evropska unija  in Odbor za zaščito novinarjev so pozvali k preiskavi njene smrti in pridržanja. Generalni tožilec Ukrajine je 11. oktobra sporočil, da njeno izginotje obravnava kot morebitni umor in vojni zločin. Ukrajinski predsednik Volodimir Zelenski je njeno smrt označil za hud udarec za ukrajinske novinarje.
Roščinino truplo je bilo februarja 2025 vrnjeno v Ukrajino. Prispelo je med 757 trupli v okviru izmenjave, označeno je bilo kot »neidentificirani moški«. Forenzični strokovnjaki so po pregledu ugotovili, da gre za žensko truplo, analiza DNK pa je potrdila identiteto Roščine. Na truplu so bili vidni znaki obdukcije, opravljene v Rusiji, ter odrgnine, modrice in zlomljeno rebro, kar je skladno z znaki mučenja, ter opekline, ki so verjetno posledica električnih šokov. Odstranjeni so možgani, obe očesi in del sapnika, kar so forenzični strokovnjaki interpretirali kot poskus prikrivanja vzroka smrti, verjetno zadavljenje ali zadušitev. Modrica na vratu je kazala na morebiten zlom hioidne kosti, ki je pogosto posledica davljenja z rokami. Nalepke, ki so spremljale truplo, so vsebovale tudi rusko kratico СПАС za popolno arterijsko poškodbo srca, kar je bil verjetno uradni vzrok smrti, ki so ga določili ruski patologi. Zaradi dolgega hranjena je bilo truplo delno mumificirano, kar je še dodatno otežilo iskanje vzroka smrti.

## Publikacije
- Roščina, Viktorija (26. marec 2022). »Тиждень у полоні окупантів. Як я вибралася з рук ФСБ, «кадирівців» і дагестанців« [Teden v ujetništvu okupatorjev. Kako sem se izvlekla iz rok FSB-ja, Kadirovcev in Dagestancev]. Gromadske.